# Tjalfiellidae
Tjalfiellidae is een familie van ribkwallen uit de klasse van de Tentaculata.

## Geslacht
- Tjalfiella Mortensen, 1910